# Beyond the Gate
Beyond the Gate je v pořadí třetí album skupiny Moi dix Mois. Oproti předchozím dvěma albům není Beyond the Gate studiovým albem, ale EP o 7 skladbách. Album vyšlo 1. března 2006 a předcházelo mu pro skupinu nepříliš příznivé období, kdy odešli hned tři její členové - Juka v květnu 2005 a Kazuno s Tohru o pár měsíců později.

Ve skupině tedy zůstali pouze Mana a K, ale i přesto se jim podařilo začátkem roku 2006 album natočit s pomocí nového zpěváka Setha. Protože skupina postrádala několik důležitých členů např. baskytaristu, použil Mana nejrůznější triků či nebo zastal potřebnou funkci sám. Mezi osobami podílejícími se na vzniku je uveden i záhadný Shadow X, jež udělal death vocal ve skladbě číslo tři.

Beyond the Gate vyšlo ve dvou verzích:

Limitovaná edice: Obsahuje navíc instrumentální verze pěti písní z alba (nakonec instrumentální verzi všech sedmi obsahovat nemůže, protože The Other Side in Blood (SE) a The Other Side of the Door“ jsou instrumentálky samy o sobě čili se jedná o intro a outro), nálepku s coverem alba a velký plakát. Nicméně není v ní žádný booklet, pouze jednoduchý sheet s informacemi o skladbách.

Běžná edice: Má booklet s fotografiemi skupiny a slovy k písním.

Evropská edice byla vydána německým labelem GAN-SHIN Records. A vydali obě, jak běžnou tak limitovanou edici.

## Seznamy skladeb
| Běžná Edice    | Běžná Edice                  | Běžná Edice    | Běžná Edice    | Běžná Edice |
| Pořadí         | Název                        | Hudba          | Text           | Délka       |
| -------------- | ---------------------------- | -------------- | -------------- | ----------- |
| 1.             | The Other Side in Blood (SE) | Mana           |                | 1:00        |
| 2.             | Eternally Beyond             | Mana           | Mana           | 4:25        |
| 3.             | Deus ex machina              | Mana           | Mana           | 3:50        |
| 4.             | Vain                         | Mana           | Mana           | 4:43        |
| 5.             | Deflower                     | Mana           | Mana           | 4:28        |
| 6.             | Unmoved                      | Mana           | Mana           | 4:16        |
| 7.             | The Other Side of the Door   | Mana           |                | 3:03        |
| Celková délka: | Celková délka:               | Celková délka: | Celková délka: | 25:48       |

| Limitovaná edice | Limitovaná edice                | Limitovaná edice | Limitovaná edice | Limitovaná edice |
| Pořadí           | Název                           | Hudba            | Text             | Délka            |
| ---------------- | ------------------------------- | ---------------- | ---------------- | ---------------- |
| 1.               | The Other Side in Blood (SE)    | Mana             |                  | 1:00             |
| 2.               | Eternally Beyond                | Mana             | Mana             | 4:25             |
| 3.               | Deus ex machina                 | Mana             | Mana             | 3:50             |
| 4.               | Vain                            | Mana             | Mana             | 4:43             |
| 5.               | Deflower                        | Mana             | Mana             | 4:28             |
| 6.               | Unmoved                         | Mana             | Mana             | 4:16             |
| 7.               | The Other Side of the Door      | Mana             |                  | 3:03             |
| 8.               | Eternally Beyond (Instrumental) | Mana             |                  | 4:24             |
| 9.               | Deus Ex Machina (Instrumental)  | Mana             |                  | 3:50             |
| 10.              | Vain (Instrumental)             | Mana             |                  | 4:42             |
| 11.              | Deflower (Instrumental)         | Mana             |                  | 4:31             |
| 12.              | unmoved (Instrumental)          | Mana             |                  | 4:21             |
| Celková délka:   | Celková délka:                  | Celková délka:   | Celková délka:   | 47:36            |